# Anders Rangström
Anders Rangström, född 1743, död 18 april 1801 i Stockholm, var en svensk privilegierad instrumentmakare och byggde klavikord och hammarklaver i Stockholm. Han hade sin verkstad mellan 1774 och 1786. Han tillhörde nordtysk-svensk blandtradition inom klaverbyggeri.

## Biografi
Rangström var gesäll 1766 hos orgelbyggaren Carl Wåhlström i Stockholm, där han lärde sig instrumentmakeri. Han stannade där fram till 1770 då han fick privilegium att bygga klaverinstrument. Rangström hade sin mest framgångsrika tid under 1770-talet. Under den tiden tog han upp en äldre tradition från orgelbyggarskolan, att placera stämstock och stämnaglar diagonalt. Konkurrensen kom att bli hårdare för Rangström då framförallt Pehr Lundborg, Pehr Lindholm och Mathias Petter Kraft också börjat bygga klavikord. Under 1790-talet kunde han inte längre försörja sig på sin instrumenttillverkning och tillverkningen avtog. Han avled den 18 april 1801 i Stockholm.

### Byggteknik
Rangström var en av de första i Sverige att bygga hammarklaver och började redan på 1780-talet. Hans ända kända hammarklaver är från 1783. Hans konstruktion av hammarklaver är väldigt likt klavikord. Resonansbotten och steget i instrumentet är byggt som i ett klavikord medan mekanik och mensurer mer besläktade med hammarklaver. Han tros ha arbetat självständig som klaverbyggare med en jämn produktion. Han byggde klaver som hade omfång på F1-a3 och F1-a3.

### Familj
- Gift 2 juni 1778 med Catharina Charlotta Öhman, född 1744, död 6 juli 1789 i Sankt Nikolai församling, Stockholm.[3] De får tillsammans barnen:
  - David Theodor Rangström, född 11 mars 1779 i Sankt Nikolai församling, Stockholm,[4] död 2 januari 1780 i Sankt Nikolai församling, Stockholm.[5]
  - Catharina Eleonora Rangström, född  10 februari 1781 i Sankt Nikolai församling, Stockholm.[6]
  - David Theodor Rangström, född 30 december 1782 i Sankt Nikolai församling, Stockholm,[7] död 9 mars 1783 i Sankt Nikolai församling, Stockholm.[8]

## Instrument

### Hammarklaver
- 1783 - Hammarklaver. Ägs av Lars Sjöberg, Ekensbergs slott.

### Klavikord
| År    | Bild | Omfång | Klaverstämpel | Kortal | Oktavbredd | Vågbalk | Bakre tangentstyrning | Ådring | Övrigt                                                                                                   |
| ----- | ---- | ------ | ------------- | ------ | ---------- | ------- | --------------------- | ------ | --- |
| 1775  |      | F1-a3  | Lilja         | 2      | 160        | 2       | Kancell               | 45     | Den är 208,3 cm lång och 59,3 cm bredd. Ägs idag av Louis de Geer, Leufsta fideikommiss.                 |
| 1778  |      | F1-a3  | Lilja         | 2      | 160        | 2       | Kancell               | 50     | Den är 200,5 cm lång och 58,8 cm bredd. Ägs idag av Nordiska museet, Stockholm.                          |
| 1783  |      | F1-a3  | Lilja         | 2      | 160        | 2       | Kancell               | 50     | Den är 193,2 cm lång och 59,5 cm bredd. Ägs idag av en privatperson.                                     |
| 1784  |      | F1-a3  | Lilja         | 2      | 160        | 2       | Kancell               | 50     | Den är 192,9 cm lång och 59,2 cm bredd. Ägs idag av Vadsbo hembygds- och fornminnesförening, Mariestad.  |
| 1784  |      | G1-f3  | Lilja         | 2      | 161        | 2       | Kancell               | 45     | Den är 189,1 cm lång och 55,9 cm bredd. Ägs idag av Älvkarleby hembygdsförening, Älvkarleby.             |
| 1786  |      | F1-a3  | Lilja         | 2      | 160        | 2       | Kancell               | 50     | Den är 195,6 cm lång och 60,1 cm bredd. Ägs idag av Holavedens hembygds- och fornminnesförening, Tranås. |
| Okänt |      | F1-a3  | Liljevariant  | 2      | 160        | 2       | Kancell               | 55     | Den är 198,5 cm lång och 60,7 cm bredd. Ägs idag av Nordiska museet, Stockholm.                          |